# Ваган (автомат)
Ваган (вірм. ՎԱՀԱՆ) — автомат вірменського виробництва, розроблений інженером Ваганом Манасяном.
«Ваган» розроблений на основі експериментального автомата калібру 7,62х39 мм (іноді званого МБК-2), спроектованого Манасяном під час служби в Радянській армії. Автоматика зброї працює на принципі напіввільного затвора, що дозволяє спростити конструкцію для напівкустарного виробництва. Зброя може бути укомплектована гранатометом ГП-30, штик-ножем, оптичним прицілом.

## Історія створення
Основи конструкції «Вагана» було закладено Ваганом Манасяном 1952 року. Тоді на полігоні НІПСМВО ГРАУ у Коломиї був випробуваний пістолет-кулемет його розробки під патрон 7,62×25 мм ТТ. Комісія, яка спостерігала за перебігом випробувань, вирішила, що «розробка такого зразка недоцільна».
Полігонні випробування автомата Манасяна почалися у грудні 1953 року. Вони передбачали перевірку всіх ТТХ зброї, оцінку надійності в погіршених умовах (потрапляння пилу, низькі та високі температури, стрільба без чищення та мастила, стрільба з сухими деталями тощо), а також велосиметричні дослідження. Випробування повинні були визначити бойові та експлуатаційні характеристики автомата, а також його переваги та недоліки перед автоматом Калашнікова і дати висновок про доцільність подальшої роботи над автоматом. Випробування проходили протягом 10 діб, на них було виділено 5000 набоїв калібру 7,62 мм зр. 1943 р.
На випробуваннях автомат показав незадовільні результати. Ваган Манасян доопрацював автомат і через два роки представив нову версію. Проте й цього разу результати випробувань були незадовільними, і від подальшої розробки автомата було вирішено відмовитись.

## Галерея

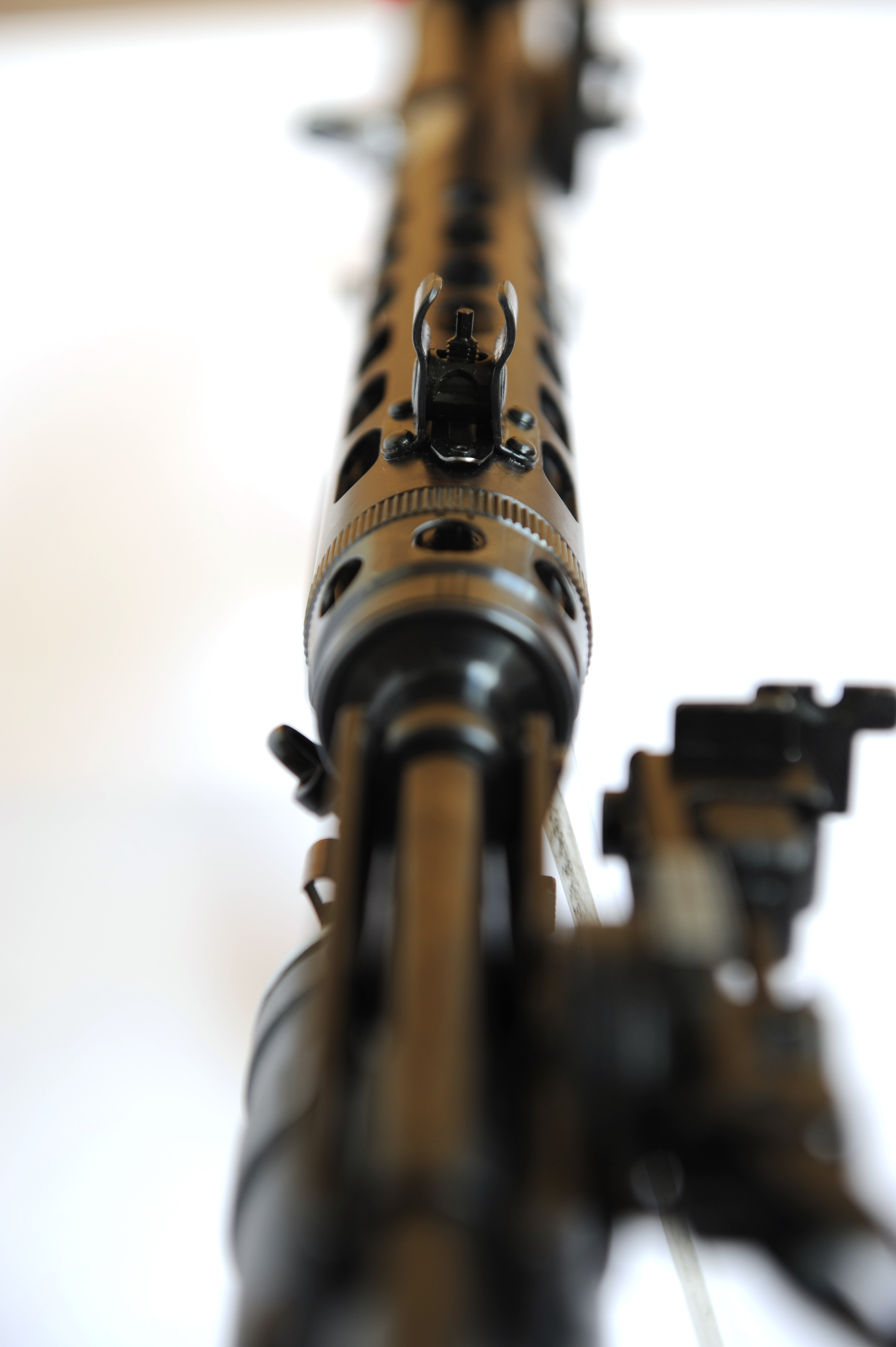
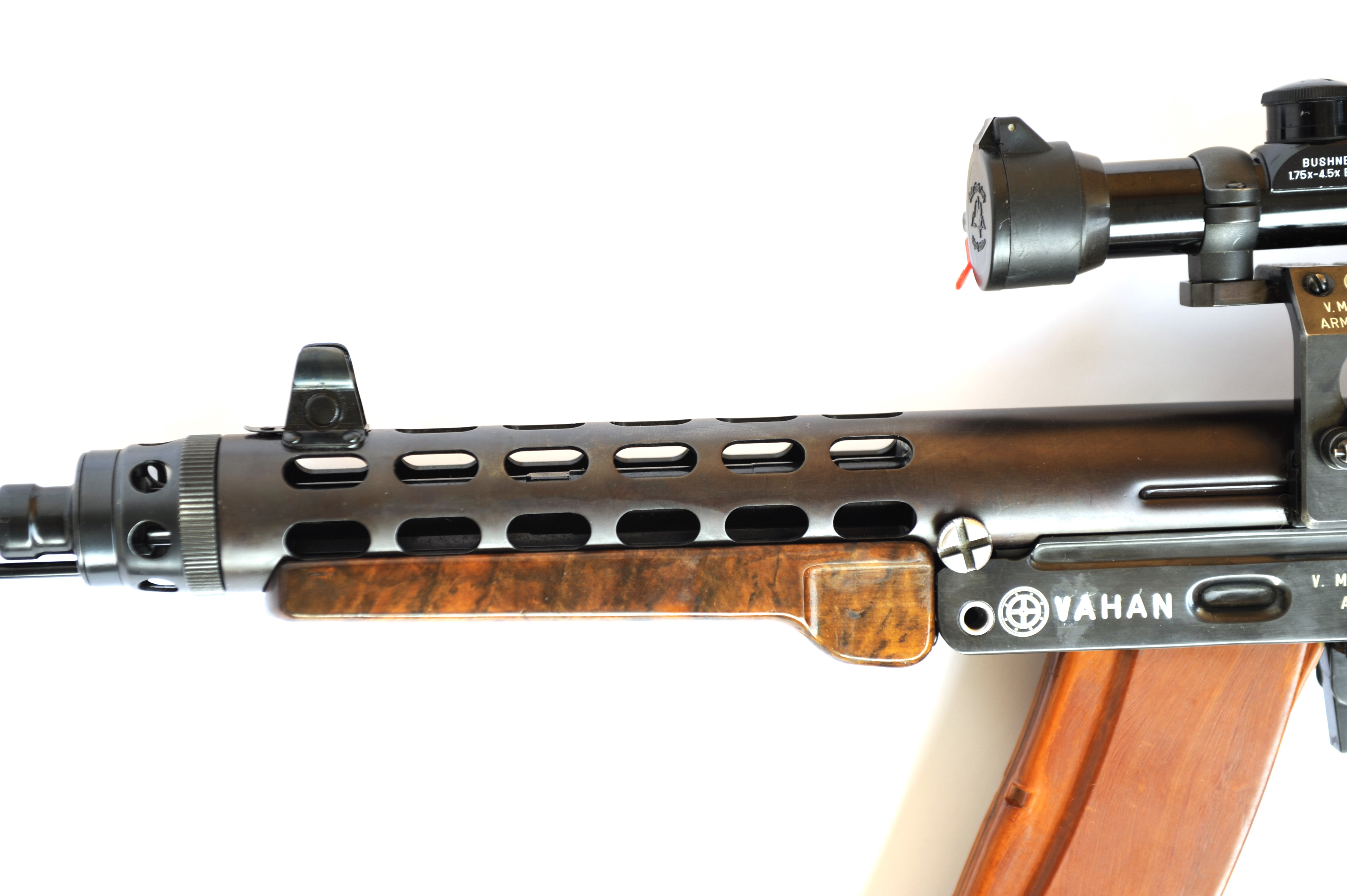